# Blepharis bainesii
Blepharis bainesii là một loài thực vật có hoa trong họ Ô rô. Loài này được S.Moore ex C.B.Clarke. mô tả khoa học đầu tiên năm 1899.